# ANO 2011
ANO 2011 (укр. ТАК 2011) — чеський популістичний політичний рух, скорочена назва ТАК (чеськ. ANO). Чеська абревіатура розшифровується як Дії незадоволених громадян 2011 (чеськ. Akce nespokojených občanů 2011), де 2011 означає рік створення політичного руху в Чехії.
Політичний рух заснував 2011 року чеський підприємець словацького походження Андрей Бабіш, власник компанії Agrofert та акціонерного товариства SynBiol. Цілями нового політичного руху оголосили просадити робочу державу та боротьбу з корупцією. Загалом політичний рух не дотримується ніякої конкретної ідеології, але використовує суспільне невдоволення серією політичних скандалів у Чехії. Політичний рух обстоює, зокрема, скасування депутатського імунітету, зниження податків для підприємців, зниження тарифів на електроенергію, допомогу в працевлаштуванні людей передпенсійного віку та людей з інвалідністю. Також ANO 2011 прагне очистити поліцію, прокуратуру і державні наглядові органи від людей, пов'язаних із політикою, а також має намір збільшити фінансування науки вдвічі.
Лідер політичного руху також позиціонує себе як успішний управлінець, протиставляючи себе традиційним чеським політикам. Крім того, А. Бабіш у численних передвиборчих інтерв'ю намагається подати себе як людину з народу, знайомого з його інтересами й потребами, попри свій стан.
За підсумками парламентських виборів 2021 політичний рух здобув 72 місць з 200 у Палаті депутатів Парламенту Чеської Республіки.

## Русофільство
Хоча спочатку ANO підтримувала військову допомогу Україні після російського вторгнення в Україну в 2022 році, в червні 2022 року Бабіш закликав припинити військову допомогу Чехії, заявивши, що мета запобігання захопленню Росією всієї України була досягнута.
Під час своєї передвиборчої кампанії на президентських виборах у Чехії 2023 року Бабіш виступав за переговори між Росією та Україною з метою припинення російсько-української війни, критикуючи абсолютну підтримку України з боку свого опонента. Бабіш також виступив проти потенційного членства України в ЄС, назвавши це «повної катастрофою».
Бабіш обіцяє не дотримуватися 5-відсоткової мети витрат на НАТО, і називає цю мету від Трампа, "неможливою".
2 лютого 2025 року, з інформації Financial Times, стало відомо що ANO обіцяє припинити поставку боєприпасів Україні, через що Міжнародна ініціатива Чехії щодо закупівлі боєприпасів для України опинилася під загрозою.
За даними Politico, перемога Бабіша перетворить Чехію в про-кремлівську країну.
ANO увійшов до фракції «Patriots for Europe» у Європарламенті разом із такими партіями, як русофільна Fidesz (Угорщина) і русофільна FPÖ (Австрія), які мають відомі проросійські нахили; це викликає стурбованість щодо перспективи зменшення підтримки України, якщо ANO повернеться до влади.